# Malorážka

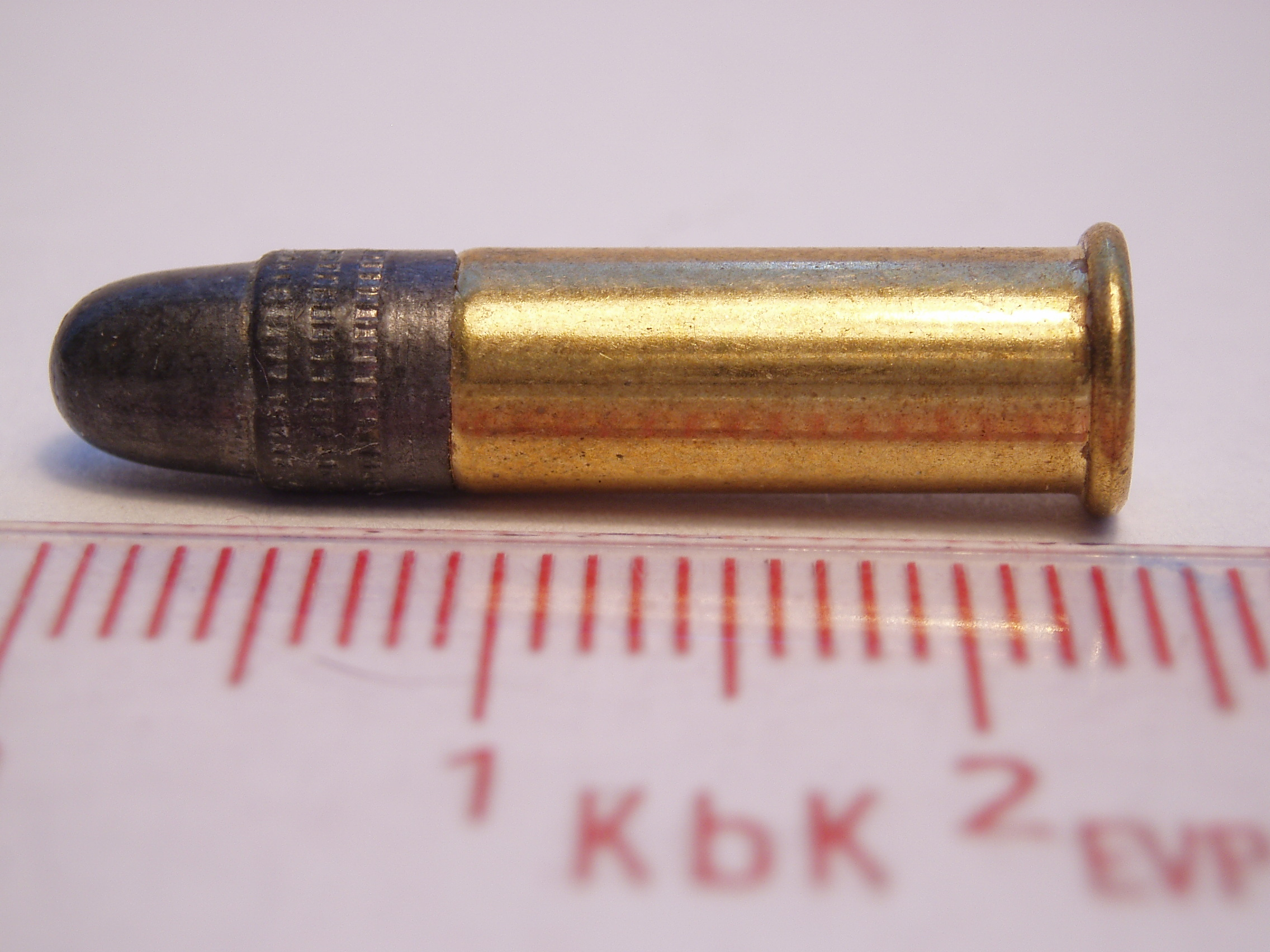
Malorážkový náboj .22LR (5,6mm)

Malorážka je dlouhá palná zbraň s drážkovaným vývrtem hlavně, komorovaná pro náboj 5,6 mm s okrajovým zápalem (.22). (Dlouhá - znamená, že se jedná o zbraň, jejíž délka hlavně přesahuje 300 mm nebo jejíž celková délka je větší než 600 mm - zákon o zbraních a střelivu 119/2002 Sb). K vlastnictví jednoranné či opakovací malorážky je potřeba zbrojní průkaz a zbraň je nutno registrovat na příslušném útvaru policie (zbraň kategorie C). Pro koupi malorážky v samonabíjecím provedení si je navíc nutno předem vyžádat nákupní povolení (zbraň kategorie B).
Malorážka se používá především ke sportovní střelbě, ale je využívána i při výkonu myslivosti (především pro odstřel škodné).

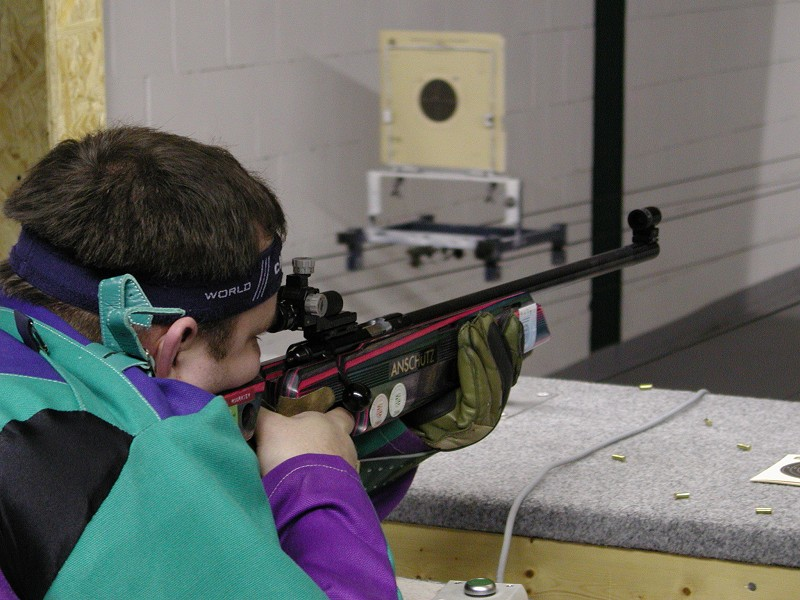
Střelba z malorážky v poloze vleže

## Nejasnosti v definici
Zákon o zbraních přímo pojem malorážka nedefinuje. Soubor testových otázek pro ověření odborné způsobilosti se odkazuje na českou technickou normu a používá definici uvedenou výše. V této definic se uvádí jen ráže střely, ale není specifikováno konkrétní střelivo.
Nejběžnějším střelivem pro malorážku je náboj .22LR, ale existuje více druhů nábojů s okrajovým zápalem používající střelu stejné ráže. Běžně jsou v kategorii malorážka i zbraně které jsou komorované pro náboj .22 WMR. Některé malorážky mohou vedle .22 LR používat i .22 Short.
V kategorii malorážka se objevuje i zbraň komorovaná na náboj .17 Hornady Magnum Rimfire, což už v souladu s výše uvedenou definicí není. Tento náboj byl uveden na trh až v roce 2002, tedy později, než vyšla česká technická norma definující názvosloví.
Další rozpor lze nalézt i v omezení malorážky na dlouhou zbraň. V textech některých autorů se uvádí, že malorážky se vyrábí jako zbraně dlouhé, ale i jako pistole a revolvery. 
V tomto duchu používají pojem malorážka i někteří prodejci zbraní a v kategorii malorážka lze
nalézt jak dlouhé, tak i krátké zbraně.

## Disciplíny sportovní střelby z malorážky

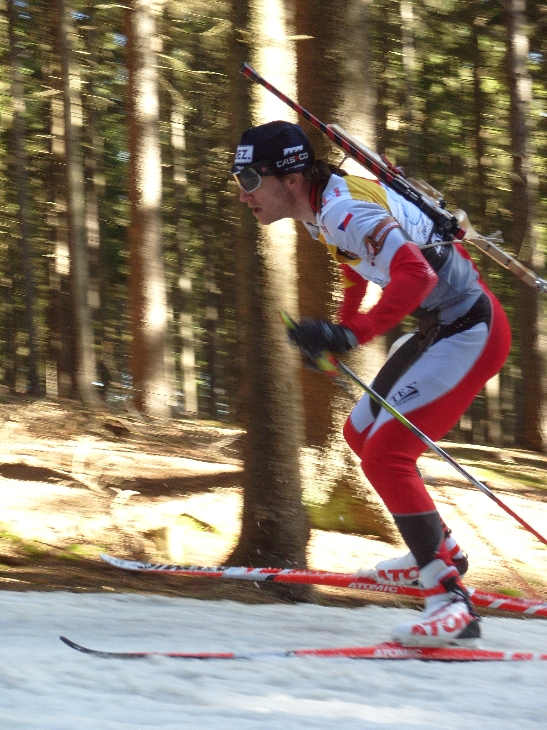
Biatlonista Zdeněk Vítek

Libovolná malorážka (LM) - jakákoliv puška ráže 5,6 mm (.22 LR). Hmotnost zbraně nesmí přesáhnout 8 kg.
Střílí se dvě soutěže:
- 60 ran vleže
- 3×20 (vleže, vkleče, vstoje – střílí dorost, ženy a juniorky)
- 3×40 ran (vleže, vkleče, vstoje).

Střílí se na vzdálenost 50 metrů. Střílí ji muži a junioři.
Sportovní malorážka (SM) - jakákoliv puška ráže 5,6 mm (.22 LR). Hmotnost zbraně nesmí přesáhnout 6,5 kg.
Střílí se dvě soutěže:
- 60 ran vleže
- 3×20 ran (vleže, vkleče, vstoje).

Střílí se na vzdálenost 50 metrů. Tyto disciplíny jsou určeny pro ženy a juniorky.
Běžící terč (BT) – střílí se na 50 metrů malorážkou, která smí být vybavena střeleckým dalekohledem (puškohledem). Terč, který se pohybuje střídavě doprava a doleva po známé dráze, je zakomponován do figury běžícího kance.
Střílí se:
- 30 + 30 ran (pomalé běhy s rychlostí terče 2 m/s; rychlé běhy pak s rychlostí terče 4 m/s)
- 20 + 20 ran mix (rychlé a pomalé běhy se nepravidelně střídají).

Ženské kategorie střílí závod 20 + 20 ran a 20 + 20 ran mix.
Odstřelovačské disciplíny (pouze národní disciplíny)
Střílí se:
- M-P na MZ 50m (malorážka s dalekohledem na mizivé cíle ve vzdálenosti od 17 m do 50 m)
- M-OM na MZ 50 m (malorážka s otevřenými miřidly na mizivé cíle ve vzdálenosti od 17 m do 50 m)

## Biatlon
Malorážky se používají také ve sportovní disciplíně biatlon, kde je střelba na 50 metrů kombinována s během na lyžích.

## Výrobci
Mezi výrobce patří např. renomované firmy Anschütz, Haenel, Walther, FWB, Česká zbrojovka Uherský Brod, Sauer a další.